# Torneo Rio-San Paolo 1999
Il Torneo Rio-San Paolo 1999 (ufficialmente in portoghese Torneio Rio-São Paulo 1999) è stato la 22ª edizione del Torneo Rio-San Paolo.

## Formula
Primo turno: le 8 squadre partecipanti vengono divise in due gironi da 4, entrambi composti da due squadre dello stato di Rio de Janeiro e due squadre dello stato di San Paolo. Ogni squadra affronta in partite di andata e ritorno le altre 3 componenti del proprio girone. Accedono alla fase ad eliminazione diretta le prime 2 classificate di ogni girone.
Fase finale: semifinali e finale, ad eliminazione diretta, si disputano con gare di andata e ritorno.

## Partecipanti
| Squadra       | Città          | Stato          |
| ------------- | -------------- | -------------- |
| Botafogo      | Rio de Janeiro | Rio de Janeiro |
| Corinthians   | San Paolo      | San Paolo      |
| Flamengo      | Rio de Janeiro | Rio de Janeiro |
| Fluminense    | Rio de Janeiro | Rio de Janeiro |
| Palmeiras     | San Paolo      | San Paolo      |
| San Paolo     | San Paolo      | San Paolo      |
| Santos        | Santos         | San Paolo      |
| Vasco da Gama | Rio de Janeiro | Rio de Janeiro |

## Primo turno

### Risultati
| 1ª giornata          | 1ª giornata          | 1ª giornata          | 1ª giornata          | 1ª giornata          |
| 23 e 24 gennaio 1999 | 23 e 24 gennaio 1999 | 23 e 24 gennaio 1999 | 23 e 24 gennaio 1999 | 23 e 24 gennaio 1999 |
| Gruppo A             | Gruppo A             | Gruppo A             | Gruppo A             | Gruppo A             |
| -------------------- | -------------------- | -------------------- | -------------------- | -------------------- |
| 23 gen.              | Fluminense           | -                    | Santos               | 0-2                  |
| 24 gen.              | Palmeiras            | -                    | Vasco da Gama        | 1-5                  |
| Gruppo B             |                      |                      |                      |                      |
| 23 gen.              | San Paolo            | -                    | Flamengo             | 1-0                  |
| 24 gen.              | Botafogo             | -                    | Corinthians          | 6-1                  |

| 2ª giornata          | 2ª giornata          | 2ª giornata          | 2ª giornata          | 2ª giornata          |
| 27 e 28 gennaio 1999 | 27 e 28 gennaio 1999 | 27 e 28 gennaio 1999 | 27 e 28 gennaio 1999 | 27 e 28 gennaio 1999 |
| Gruppo A             | Gruppo A             | Gruppo A             | Gruppo A             | Gruppo A             |
| -------------------- | -------------------- | -------------------- | -------------------- | -------------------- |
| 27 gen.              | Santos               | -                    | Palmeiras            | 3-1                  |
| 27 gen.              | Vasco da Gama        | -                    | Fluminense           | 2-4                  |
| Gruppo B             |                      |                      |                      |                      |
| 28 gen.              | Corinthians          | -                    | San Paolo            | 1-2                  |
| 28 gen.              | Flamengo             | -                    | Botafogo             | 4-4                  |

| 3ª giornata          | 3ª giornata          | 3ª giornata          | 3ª giornata          | 3ª giornata          |
| 30 e 31 gennaio 1999 | 30 e 31 gennaio 1999 | 30 e 31 gennaio 1999 | 30 e 31 gennaio 1999 | 30 e 31 gennaio 1999 |
| Gruppo A             | Gruppo A             | Gruppo A             | Gruppo A             | Gruppo A             |
| -------------------- | -------------------- | -------------------- | -------------------- | -------------------- |
| 30 gen.              | Fluminense           | -                    | Palmeiras            | 4-0                  |
| 30 gen.              | Santos               | -                    | Vasco da Gama        | 0-0                  |
| Gruppo B             |                      |                      |                      |                      |
| 31 gen.              | Flamengo             | -                    | Corinthians          | 2-0                  |
| 31 gen.              | San Paolo            | -                    | Botafogo             | 2-0                  |

| 4ª giornata          | 4ª giornata          | 4ª giornata          | 4ª giornata          | 4ª giornata          |
| 3 e 13 febbraio 1999 | 3 e 13 febbraio 1999 | 3 e 13 febbraio 1999 | 3 e 13 febbraio 1999 | 3 e 13 febbraio 1999 |
| Gruppo A             | Gruppo A             | Gruppo A             | Gruppo A             | Gruppo A             |
| -------------------- | -------------------- | -------------------- | -------------------- | -------------------- |
| 3 feb.               | Santos               | -                    | Fluminense           | 4-1                  |
| 13 feb.              | Vasco da Gama        | -                    | Palmeiras            | 2-2                  |
| Gruppo B             |                      |                      |                      |                      |
| 3 feb.               | Flamengo             | -                    | San Paolo            | 0-1                  |
| 13 feb.              | Corinthians          | -                    | Botafogo             | 3-2                  |

| 5ª giornata         | 5ª giornata         | 5ª giornata         | 5ª giornata         | 5ª giornata         |
| 6 e 7 febbraio 1999 | 6 e 7 febbraio 1999 | 6 e 7 febbraio 1999 | 6 e 7 febbraio 1999 | 6 e 7 febbraio 1999 |
| Gruppo A            | Gruppo A            | Gruppo A            | Gruppo A            | Gruppo A            |
| ------------------- | ------------------- | ------------------- | ------------------- | ------------------- |
| 6 feb.              | Palmeiras           | -                   | Fluminense          | 2-1                 |
| 6 feb.              | Vasco da Gama       | -                   | Santos              | 3-2                 |
| Gruppo B            |                     |                     |                     |                     |
| 7 feb.              | Botafogo            | -                   | San Paolo           | 2-1                 |
| 7 feb.              | Corinthians         | -                   | Flamengo            | 0-3                 |

| 6ª giornata           | 6ª giornata           | 6ª giornata           | 6ª giornata           | 6ª giornata           |
| 10 e 17 febbraio 1999 | 10 e 17 febbraio 1999 | 10 e 17 febbraio 1999 | 10 e 17 febbraio 1999 | 10 e 17 febbraio 1999 |
| Gruppo A              | Gruppo A              | Gruppo A              | Gruppo A              | Gruppo A              |
| --------------------- | --------------------- | --------------------- | --------------------- | --------------------- |
| 17 feb.               | Fluminense            | -                     | Vasco da Gama         | n.d.                  |
| 17 feb.               | Palmeiras             | -                     | Santos                | 3-2                   |
| Gruppo B              |                       |                       |                       |                       |
| 10 feb.               | Botafogo              | -                     | Flamengo              | 1-1                   |
| 10 feb.               | San Paolo             | -                     | Corinthians           | 1-1                   |

1. ↑  Partita non disputata perché le due squadre non trovarono l'accordo sullo stadio in cui giocare l'incontro: il Fluminense voleva giocare al Maracanã, il Vasco da Gama al São Januário. Due giorni dopo le 8 squadre partecipanti decisero di assegnare la vittoria a tavolino al Fluminense con una votazione terminata 7-1 (solo il Vasco da Gama fu contrario). In seguito il Superior Tribunal de Justiça Desportiva (STJD) ha annullato tale provvedimento poiché un'assemblea di club non aveva il potere di prendere una decisione del genere.[1] Essendo la competizione già conclusa, la partita (comunque ininfluente per la qualificazione al turno successivo) non fu più giocata.

### Classifica

#### Gruppo A
| Pos. | Squadra       | Pt | G | V | N | P | GF | GS | DR  |
| ---- | ------------- | -- | - | - | - | - | -- | -- | --- |
| 1.   | Santos        | 10 | 6 | 3 | 1 | 2 | 13 | 8  | +5  |
| 2.   | Vasco da Gama | 10 | 5 | 3 | 1 | 1 | 12 | 7  | +5  |
| 3.   | Fluminense    | 6  | 5 | 2 | 0 | 3 | 10 | 10 | 0   |
| 4.   | Palmeiras     | 6  | 6 | 2 | 0 | 4 | 7  | 17 | -10 |

#### Gruppo B
| Pos. | Squadra     | Pt | G | V | N | P | GF | GS | DR  |
| ---- | ----------- | -- | - | - | - | - | -- | -- | --- |
| 1.   | San Paolo   | 13 | 6 | 4 | 1 | 1 | 8  | 4  | +4  |
| 2.   | Botafogo    | 8  | 6 | 2 | 2 | 2 | 15 | 12 | +3  |
| 3.   | Flamengo    | 8  | 6 | 2 | 2 | 2 | 10 | 7  | +3  |
| 4.   | Corinthians | 4  | 6 | 1 | 1 | 4 | 6  | 16 | -10 |

### Verdetti
- Santos, Vasco da Gama, San Paolo e Botafogo ammessi alla fase finale.

## Fase finale
|  | Semifinali | Semifinali    | Semifinali | Semifinali | Semifinali |  |  | Finale        | Finale        | Finale | Finale | Finale |  |
|  |            |               |            |            |            |  |  |               |               |        |        |        |  |
|  | 2A         | Vasco da Gama | 2          | 3          | 5          |  |  |               |               |        |        |        |  |
|  | 1B         | San Paolo     | 3          | 1          | 4          |  |  | Vasco da Gama | Vasco da Gama | 3      | 2      | 5      |  |
|  | 1A         | Santos        | 1          | 2          | 3          |  |  | Santos        | Santos        | 1      | 1      | 2      |  |
|  | 2B         | Botafogo      | 0          | 0          | 0          |  |  |               |               |        |        |        |  |

### Semifinali

#### Andata
| Arbitro: | Godói |

|                                     |           |                           |
| Juninho Pernambucano 51’ Luizão 60’ | Marcatori | 8’, 45’ Serginho 41’ Dodô |

| Arbitro: | Ribas |

|                     |           |  |
| Marcos Assunção 51’ | Marcatori |  |

#### Ritorno
| Arbitro: | Cerdeira |

|            |           |                                   |
| Warley 56’ | Marcatori | 7’ Odvan 77’ Vágner 80’ Guilherme |

| Arbitro: | Loebeling |

|  |           |                                    |
|  | Marcatori | 9’ Alessandro Cambalhota 39’ Viola |

### Finale

#### Andata
| Arbitro: | Oliveira |

| |            | |
| Mauro Galvão 16’ Juninho Pernambucano 66’ Zezinho 71’ | Marcatori  | 20’ Alessandro Cambalhota |
| · Carlos Germano P · Zé Maria D · Odvan D · Mauro Galvão D · Felipe D · Paulo Miranda C · Vágner C · Nasa C · Juninho Pernambucano C · Ramon C · Alex Oliveira C · Donizete A · Zezinho A · Luizão A | Formazioni | · P Zetti · D Ânderson Lima · D Argel · D Sandro Barbosa · D Gustavo Nery · D Michel · C Claudiomiro · C Caíco · C Élder · C Marcos Basílio · C Jorginho · A Rodrigão · A Alessandro Cambalhota · A Viola |
| Antônio Lopes | Allenatori | Émerson Leão |

#### Ritorno
| Arbitro: | Cerdeira |

| |            | |
| Alessandro Cambalhota 46’ | Marcatori  | 45+1’ Zé Maria 74’ Juninho Pernambucano |
| · Zetti P · Ânderson Lima D · Camanducaia A · Michel D · Argel D · Sandro Barbosa D · Gustavo Nery D · Claudiomiro C · Marcos Basílio C · Jorginho C · Caíco C · Alessandro Cambalhota A · Viola A · Rodrigão A | Formazioni | · P Carlos Germano · D Zé Maria · D Odvan · D Mauro Galvão · D Felipe · C Paulo Miranda · C Nasa · C Juninho Pernambucano · D Henrique · C Ramon · A Donizete · C Vágner · A Luizão · A Zezinho |
| Émerson Leão | Allenatori | Antônio Lopes |

## Classifica marcatori
| Gol |  |  | Giocatore             | Squadra       |
| --- |  |  | --------------------- | ------------- |
| 5   |  |  | Alessandro Cambalhota | Santos        |
| 5   |  |  | Bebeto                | Botafogo      |
| 5   |  |  | Guilherme             | Vasco da Gama |
| 4   |  |  | Juninho Pernambucano  | Vasco da Gama |
| 4   |  |  | Marcos Assunção       | Santos        |
| 4   |  |  | Serginho              | San Paolo     |
| 3   |  |  | Dodô                  | San Paolo     |
| 3   |  |  | Donizete              | Vasco da Gama |
| 3   |  |  | Edmílson              | San Paolo     |
| 3   |  |  | Fernando Baiano       | Corinthians   |
| 3   |  |  | Jackson               | Palmeiras     |
| 3   |  |  | Romário               | Flamengo      |
| 3   |  |  | Roni                  | Fluminense    |
| 3   |  |  | Sérgio Manoel         | Botafogo      |
| 3   |  |  | Viola                 | Santos        |
| 3   |  |  | Zé Carlos             | Botafogo      |